# Торгів
То́ргів — село в Україні, в Золочівському районі Львівської області. Населення становить 174 особи. Орган місцевого самоврядування — Поморянська селищна рада.

## Відомі люди

### Народилися в селі
- Іван Боднар (нім. Johann Bodnar[2]; 7 грудня 1821— ?) — селянин, дяк, війт у селі Топорів (нині Буського району, Львівщина, Україна). Посол Райхсрату Австро-Угорщини (1867—1876 роки, обраний польською більшістю через неписьменність), посол Галицького сейму 2-го, 3-го скликань (IV курія округу Залізці — Зборів, входив до складу «Руського клубу»), нагороджений Золотим Хрестом Заслуги з нагоди 50-річчя коронації цісаря Франца Йозефа І (1898).[3][4]
- о. Олексій Боднар (1889—1941) — священник УГКЦ, жертва більшовицького терору.
- о. Порфирій Боднар ЧСВВ (1880—1958) священник УГКЦ, чернець, капелан Української Галицької армії.
- Боднар Ярослав Ярославович (*1945) — український вчений у галузі медицини, доктор медичних наук, професор Тернопільського національного медичного університету імені І. Я. Горбачевського.

## Галерея

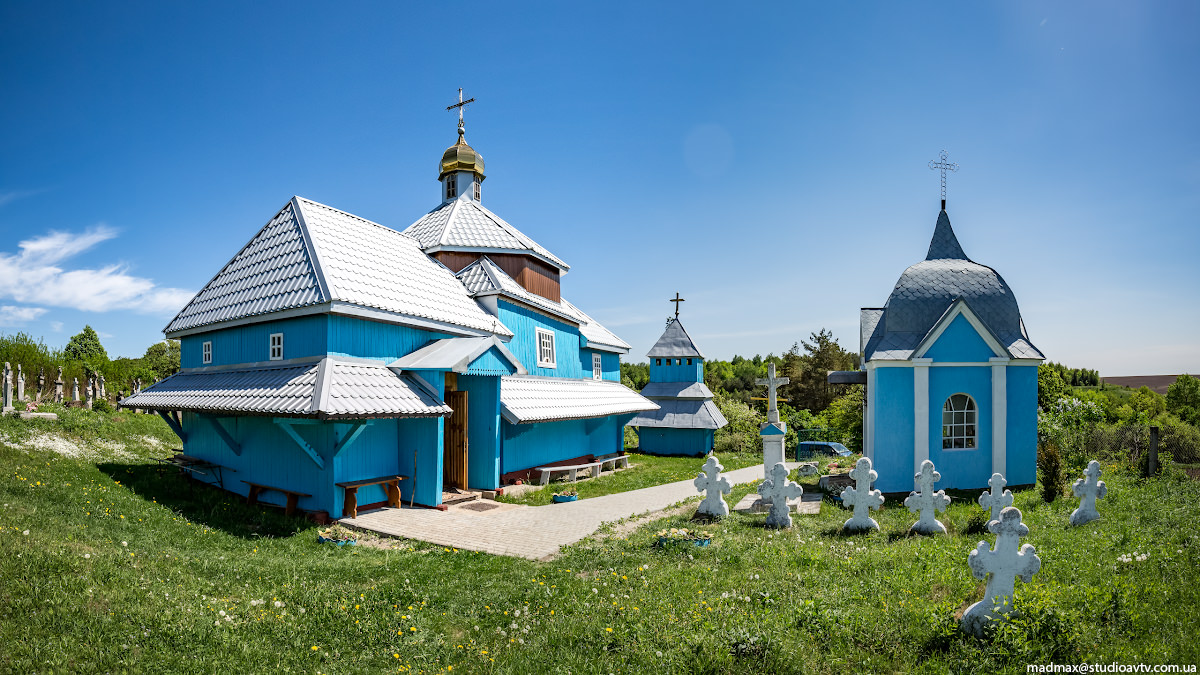
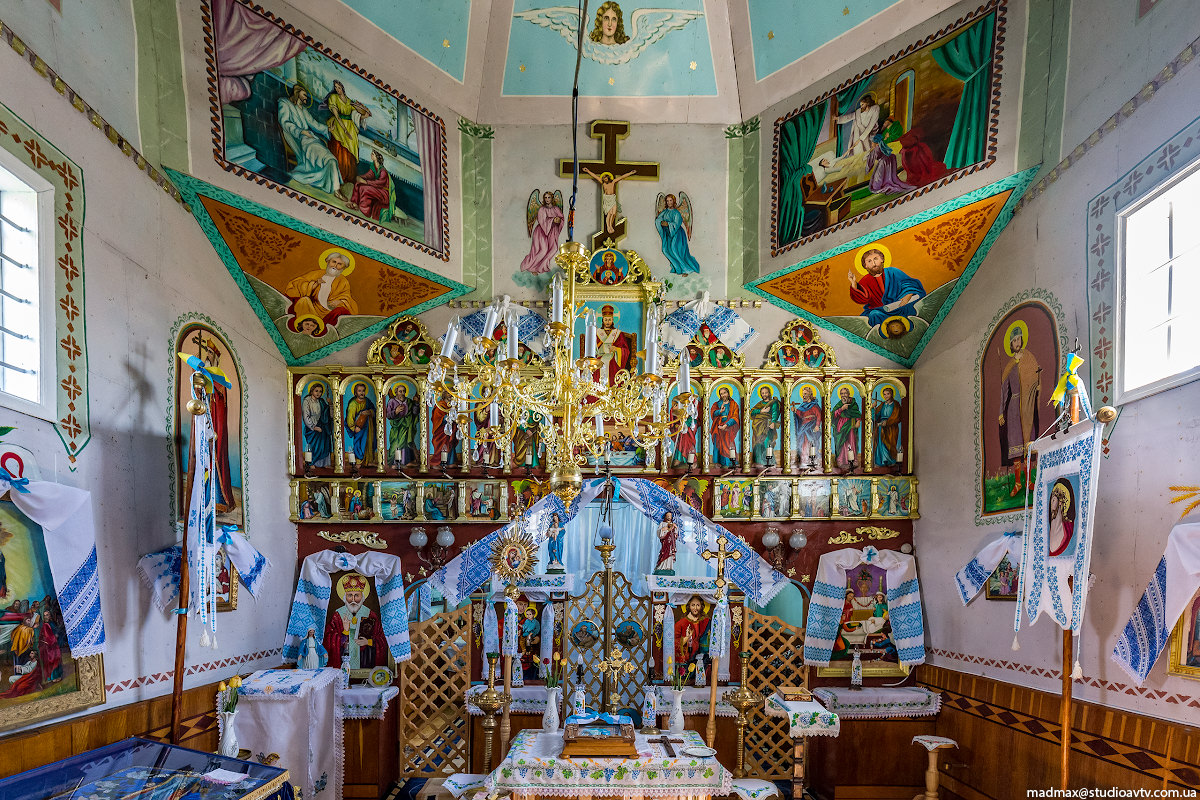